# Kanton Orléans-Saint-Marceau
Der Kanton Orléans-Saint-Marceau war von 1982 ein französischer Kanton im Arrondissement Orléans im Département Loiret in der Region Centre-Val de Loire; sein Hauptort war Orléans.
Der Kanton bestand aus einem Teil der Stadt Orléans. Die Bevölkerungszahl von Orléans betrug 2005 insgesamt 113.237 Einwohner, die es Kantons 21.727 Einwohner (Stand 1. Januar 2012). Der Kanton umfasste den Stadtteil St-Marceau.